# Eric Coates

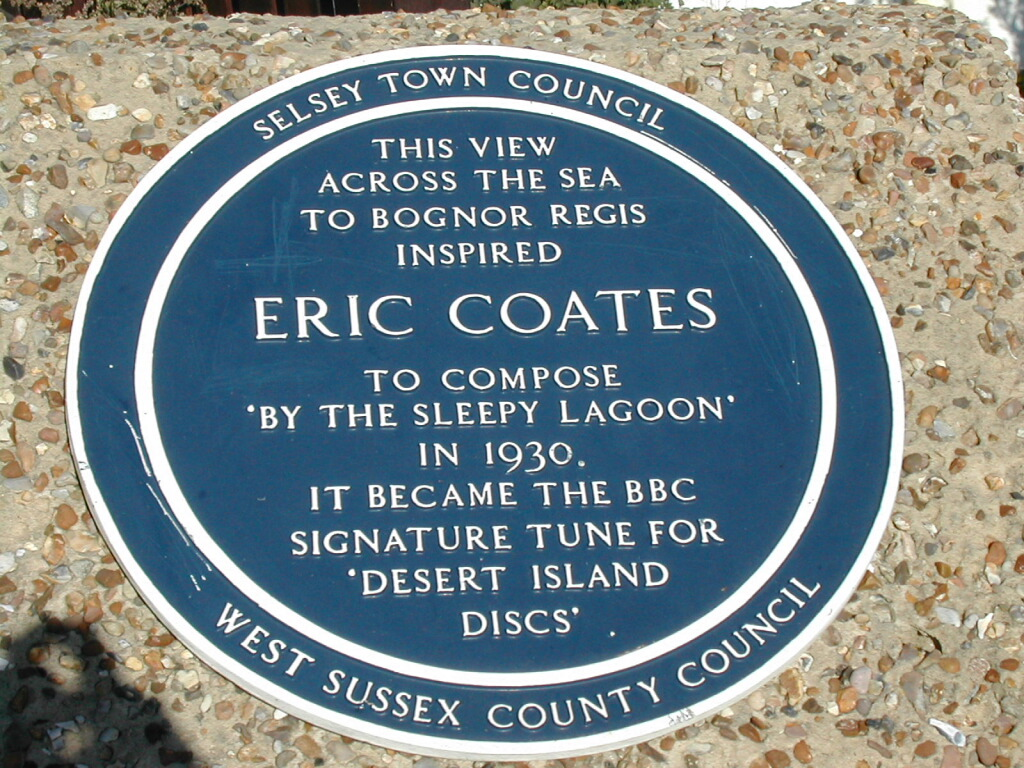
Minnestavla på Selsy, West Sussex

Eric Coates, född den 27 augusti 1886 i Hucknail, Nottinghamshire, död den 21 december 1957 i Chichester, var en engelsk kompositör vars melodiösa orkestermusik av underhållningskaraktär var mycket populär.

## Biografi
Efter studier i hemmet med en guvernant, började Coates 1906 vid Royal Academy of Music i London, där han fick lära sig spela viola av Lionel Tertis och studerade komposition för Frederick Corder. Från 1910 spelade han i Queen's Hall Orchestra under Henry J. Wood, och blev första violist 1912, en plats som han fick behålla i sju år tills han började framföra sina egna verk på annat håll.
Han hade en tidig framgång med ouvertyren The Merrymakers (1922), men än mer populär var Londonsvit (1933). Den sista satsen av detta, "Knightsbridge", användes av BBC som signatur till radioprogrammen In Town tonigt. Bland hans tidiga mästare var Sir Edward Elgar.
Coates självbiografi, Svit i fyra satser, publicerades 1953. Han dog i Chichester efter att ha drabbats av en stroke och kremerades på Golders Green Krematorium. Hans son, Austin Coates (1922-1997), var en författare som levde en stor del av sitt liv i Asien.

## Verk i urval
Coates musik med sina enkla och minnesvärda melodier, visade sig vara särskilt bra som temamusik. Förutom "Knightsbridge", använde BBC också Calling all workers (1940) som tema för radioprogrammet Music While you Work, och By the Sleepy Lagoon (1930) används fortfarande för att introducera det långvariga radioprogrammet Desert Island Discs.
Coates' "Halcyon Days", första satsen i sviten The Three Elizabeths, användes som tema till BBC:s populära TV-serie Forsytesagan 1967. Detta verk skrevs ursprungligen i början av 1940-talet. Det användes också som en hyllning vid kröningen av drottning Elizabeth II. Det har långt senare haft ett uppsving i popularitet, med ett antal CD-skivor.
Coates skrev också ett antal stycken som användes som TV-signaturer, som BBC Television March (för BBC-TV), vilken användes dagligen från 1946 till slutet av 1958 och därefter tillfälligtvis till 1960, Rediffusion March (skriven som Music Everywhere , för Associated-Rediffusion 1956-1957), Sound and Vision (för ATV i London 1955-1968 och i Midlands 1956-1971) och South Wales och West Television March (för TWW från 1958 till 1968).
Coates är också känd för sina bidrag till filmmusik för The Dam Busters (1954), där han komponerade den berömda titelmarschen. Han var ovillig att skriva hela filmmusiken när han tillfrågades av filmens producenter, men tog till sig idén att skriva en signaturmarsch runt vilken resten av filmens musik byggdes - i själva verket lämnade han ett stycke som han nyligen hade avslutat, så den berömda Dam Busters march var från början inte tänkt för filmen. Den slutliga filmmusiken slutfördes av Leighton Lucas.
Coates sånger, några med text av Arthur Conan Doyle och Fred E. Weatherly är mindre väl ihågkomna, trots deras ursprungliga framgång. Han skrev ett trettiotal låtar innan han helt ägnade sitt intresse åt orkesterverk.
Miniatyr Suite var den första av många orkesterverk av Coates. Den skrevs 1911, och består av tre avdelningar – Childrens dance , Intermezzo och Scen du Bal.